# Sfântu Gheorghe (Covasna)
Sfântu Gheorghe (mađarski: Sepsiszentgyörgy, njemački: Sankt Georgen) grad je u Rumunjskoj. Leži između planina Baraolt i Bodoc, na obalama rijeke Olt. Sfântu Gheorghe je središte županije Covasna. Grad ima 61.512 žitelja (popis stanovništva iz 2002.). Većinski narod čine Mađari (46.121 stanovnika), dok broj građana rumunjske nacionalnosti iznosi 14.131.

## Povijest
Postojanje ovog naselja prvi je put dokumentirano 1332. godine. Grad je dobio ime po Svetom Jurju koji je bio zaštitnik jedne lokalne crkve. Tada je Sepsiszentgyörgy bio središte ugarske županije Háromszék, koja se prostirala na mjestu današnjih županija Covasna i Braşov. U drugoj polovici 19. stoljeća grad je imao dvije tvornice, tekstila i duhana.
Sfântu Gheorghe je možda i najvažnije središte kulturnog života Sikula-Mađara. U njemu se nalazi Sikulski nacionalni muzej.

## Znamenitosti
- Utvrđena crkva (mađarski: Vártemplom, rumunjski: Biserică Fortificată), sagrađena u 14. stoljeću, u gotičkom stilu
- Državni arhiv - nekadašnja vojarna husarskih bojni
- Gradska knjižnica - izgrađena 1832. kao županijski sabor
- Kazalište - između 1854. i 1866. služilo je kao gradska vijećnica
- Tržnica iz 1868., sa sat tornjem iz 1893.

## Gradovi prijatelji
- Cegléd, Mađarska
- Ferencváros, Mađarska
- Givataym, Izrael
- Kanjiža, Srbija
- Kecskemét, Mađarska
- Kiskunhalas, Mađarska
- Kráľovský Chlmec, Slovačka
- Novosibirsk, Rusija
- Veszprém, Mađarska

## Vanjske poveznice
- Službena stranica grada (rum.)(mađ.)(engl.)

### Ostali projekti
|  | Zajednički poslužitelj ima još gradiva o temi Sfântu Gheorghe |